# Idealverein
Ein Idealverein, auch nichtwirtschaftlicher Verein genannt, ist im deutschen Recht ein Verein, der vorwiegend ideelle Zwecke verfolgt. Der Idealverein ist die typische und häufige Form eines Vereins. Ein Idealverein ist nicht zwangsläufig gemeinnützig, darf aber nicht wirtschaftliche Interessen, also die Erzielung von Gewinn, als Hauptzweck haben.
Das Bürgerliche Gesetzbuch unterscheidet in den §§ 21 ff. BGB zwischen Vereinen ohne wirtschaftlichen Zweck (Idealvereinen) und Vereinen, deren Zweck auf einen wirtschaftlichen Geschäftsbetrieb ausgerichtet ist (rechtsfähige wirtschaftliche Vereine).
Idealverein ist ein Verein, der
- nicht primär die wirtschaftlichen Belange seiner Mitglieder fördert,
- keine Leistungen und Waren auf dem Markt anbietet oder dies zumindest nicht als Hauptzweck ansieht,
- seinen Mitgliedern keine unentgeltlichen Leistungen zukommen lässt oder seine Mitarbeiter nicht unangemessen hoch bezahlt.

Dabei kann ein Idealverein in gewissem Umfang in untergeordneter Funktion auch wirtschaftlich tätig werden (Nebenzweckprivileg). Das Nebenzweckprivileg hat sich durch die Rechtsprechung etabliert und setzt voraus, dass es sich um „eine untergeordnete, den idealen Hauptzwecken des Vereins dienende wirtschaftliche Betätigung“ handelt, dass also die wirtschaftliche Tätigkeit ein den nichtwirtschaftlichen Hauptzwecken zu- und untergeordnetes Hilfsmittel darstellt. Insoweit ein Idealverein sich wirtschaftlich betätigt und dadurch Einnahmen für seine satzungsgemäßen gemeinnützigen Ziele erreicht, agiert er als Zweckbetrieb. Ein nach Art und Umfang über einen Nebenzweck hinausgehender Geschäftsbetrieb kann zur Wahrung des Status als Idealverein an einen eigenständigen Zweckbetrieb (z. B. eine Tochter-GmbH) ausgelagert werden.
Idealvereine können als rechtsfähige oder nichtrechtsfähige Vereine bestehen. Idealvereine erhalten in Deutschland ihre Rechtsfähigkeit durch Eintragung ins Vereinsregister. In der Schweiz ist die Erlangung der Rechtsfähigkeit nicht von einem Eintrag in ein amtlich geführtes Register abhängig.

## Abgrenzung von der Gemeinnützigkeit
Die Gemeinnützigkeit (§ 52 Abgabenordnung) erlangt ein Idealverein auf Antrag durch Erteilung einer Freistellungsbescheinigung durch das zuständige Finanzamt, dies unabhängig davon, ob der Verein im Vereinsregister eingetragen ist oder nicht. Ein Verein wird als gemeinnützig eingestuft, wenn der Vereinszweck gemeinnützig, mildtätig oder kirchlich ist. Dabei muss dieser Zweck selbstlos sein, ausschließlich sowie unmittelbar verfolgt werden und in der Satzung festgeschrieben sein. Die vom Verein tatsächlich verfolgten Ziele müssen mit dem Satzungszweck übereinstimmen. Sollte ein gemeinnütziger Verein wirtschaftliche Zwecke verfolgen, kann ihm die Rechtsfähigkeit aberkannt werden.
Die Gemeinnützigkeit wird vom Staat durch steuerliche Begünstigungen gefördert. So können die einzelnen Einnahmequellen des Vereins ganz oder teilweise von der Besteuerung befreit werden. Übungsleiterpauschalen werden bei Gemeinnützigkeit steuerlich anerkannt.